# Al Jarreau
Alwin „Al” Lopez Jarreau (Milwaukee, Wisconsin, 1940. március 12. – Los Angeles, Kalifornia, 2017. február 12.) hétszeres Grammy-díjas amerikai dzsesszénekes. Az egyetlen énekes a világon, aki három különböző műfajban – jazz, pop, r&b – megkapta a Grammy-díjat.
Apja a Seventh-day Adventist Church vezetője és kántora, édesanyja templomi orgonista volt.

## Pályakép
Milwaukee-ban egy magyar férfi, Zimber László, ő indított el. Tanított, lemezeket adott, zongorázott, én meg énekeltem. Tőle kaptam azokat a lemezeket, amelyek alapvetően alakították a zenei érdeklődésem. Miles Davis, Stan Getz, Jon Hendricks, Nancy Wilson, Johnny Mathis, Frankie Laine, Perry Como tettek rám meghatározó hatást akkoriban, és ezeket a lemezeket mind tőle kaptam.
Egy hatgyermekes család ötödik gyermekeként született. A család együtt énekelt a templomi és különböző jótékonysági eseményeken. Diákköri elnökké vált, majd egy támogató programnak köszönhetően főiskolára járhatott. Hamarosan kitünt különleges tehetségével. 1962-ben filozófiából kapott diplomát, majd mesterfokon tanult tovább az Iowa Egyetemen. Szerepelt egy dzsessztrióban − amelyet George Duke alapított.
1967-ben Julio Martinezzel duóban léptek fel egy klubban. Martinez gitározott, Jarreau énekelt. Ekkor határozta el véglegesen, hogy énekes lesz. Duójuk Los Angeles legjobb helyein szerepelt, a Dino's-ban, The Troubadourban, a Bitter End Westben. Később már sztárok előtt lépett fel: Bette Midler, Jimmie Walker, John Belushi.
Közben szakszerűen foglalkozott a vallásokkal, köztük a szcientológiával is, amivel közeli kapcsolatba került.
Jarreau elkezdett saját dalszövegeket is írni.
1975-ben Tom Canning zongoristával dolgozott. Kiadták első lemezét. Érte szinte azonnal nemzetközi elismerést és Grammy-díjat kapott. Híres lett a scattelésével, hangszerutánzó képességével és improvizációs tehetségével is. Egy sort elénekelt a We Are The Worldben is (1985). Az HBO-ban Natalie Cole-lal elénekelt duettet (Mr. President).
2003-ban Larry Baird karmesterrel turnézott az Egyesült Államokban. Baird a  szimfonikus zenekari hátteret nyújtotta Jarreau-nak. Olyan előadók szerepeltekt, mint például Joe Sample, Kathleen Battle, Miles Davis, David Sanborn, Rick Braun, George Benson.
2001-ben Al Jarreau-t a Hírességek sétánya is megörökítette az utókornak.

## Albumok
- 1975: We Got By
- 1976: Glow
- 1978: All Fly Home
- 1980: This Time
- 1981: Breakin' Away
- 1983: Jarreau
- 1984: High Crime
- 1985: 1965
- 1986: L Is for Lover
- 1988: Heart's Horizon
- 1992: Heaven and Earth
- 2000: Tomorrow Today
- 2002: All I Got
- 2004: Accentuate the Positive
- 2006: Givin' It Up (with George Benson)
- 2008: Christmas
- 2014: My Old Friend

## Díjak
- Grammy-díjak: 1978, 1979, 1982, 1986, 1993, 2007